# Félix Fénéon
Félix Fénéon (ur. 22 czerwca 1861 w Turynie, zm. 29 lutego 1944 w Châtenay-Malabry) – francuski krytyk sztuki, pisarz i anarchista. Twórca terminu „neoimpresjonizm”.

## Życiorys

### Krytyk sztuki i literatury
Fénéon urodził się jako syn Francuza, z zawodu kupca i Szwajcarki. Ukończył szkołę w Mâcon. Po odbyciu służby wojskowej otrzymał w 1881 roku posadę w Ministerstwie Wojny, na której przepracował 13 lat. Zamieszkał w Paryżu, gdzie dał się poznać jako krytyk sztuki i literatury. W 1883 roku został sekretarzem redakcji czasopisma La Libre; W 1884 roku założył Revue indépendante, w latach 1885–1890 pracował w przeglądzie literackim La Vogue, prowadzonym przez Gustave'a Kahna, współpracował między innymi z Revue wagnérienne i Revue indépendante oraz z Symboliste i L'Art moderne w Brukseli. W 1886 roku na łamach La Vogue opublikował Illuminations Arthura Rimbauda.

### Fénéon a neoimpresjonizm (1884–1901)

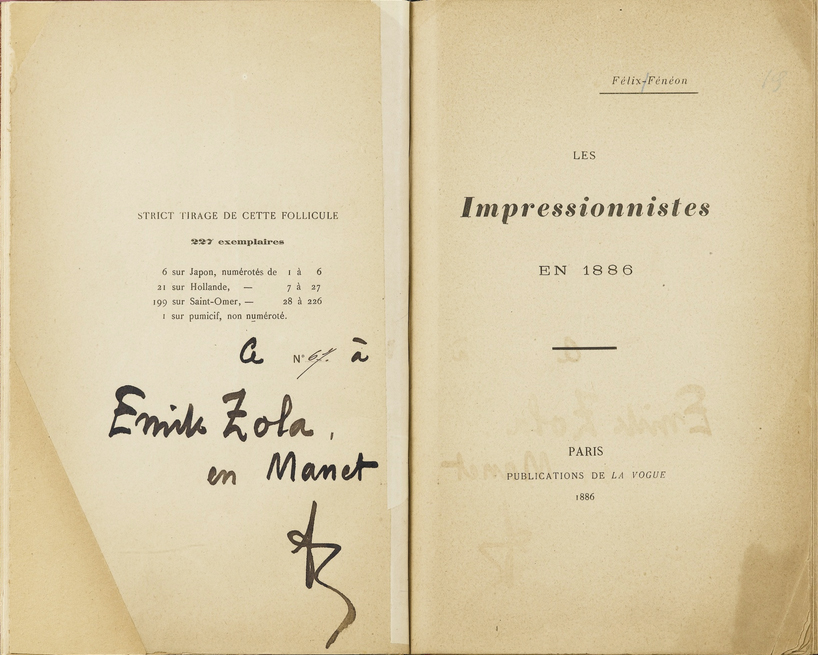
Strona tytułowa Les Impressionistes en 1886

W 1884 roku Georges Seurat obrazem Kąpiel w Asnières zainicjował nowe poszukiwania malarskie. Jego obrazy, w tym zwłaszcza Niedzielne popołudnie na wyspie Grande Jatte Fénéon obejrzał w 1886 roku na wystawie impresjonistów, a w swych recenzjach „Les Impressionnistes en 1886” (1886) i „Néo-impressionnisme” (1887) podjął próbę zdefiniowania nowego kierunku skupiając się początkowo na technice warsztatowej i technicznej, a później na zagadnieniach syntezy barw na siatkówce oka i wykorzystaniu tego procesu w malarstwie reprezentowanym przez Seurata. Śmierć Seurata w 1891 roku bardzo poruszyła Fénéona.

### Związek z anarchizmem (1891–1895)
W kolejnych latach Fénéon związał się z ugrupowaniami anarchistycznymi. Jego przyjaciel, Emil Henri, podłożył bombę w jednej z paryskich kawiarni, w wyniku czego zginął jeden chłopiec i czterech policjantów. Sprawca został skazany w 1894 roku na karę śmierci. W tym samym roku, niedługo po zamachu włoskiego anarchisty na prezydenta Francji Marie François Sadi Carnota, Feneon (wraz z 29 innymi osobami) został aresztowany i oskarżony o zamach na hotel Foyot. Jednak na procesie większość współoskarżonych (w tym Fénéona) uniewinniono.

### Praca w La Revue blanche (1895–1903)

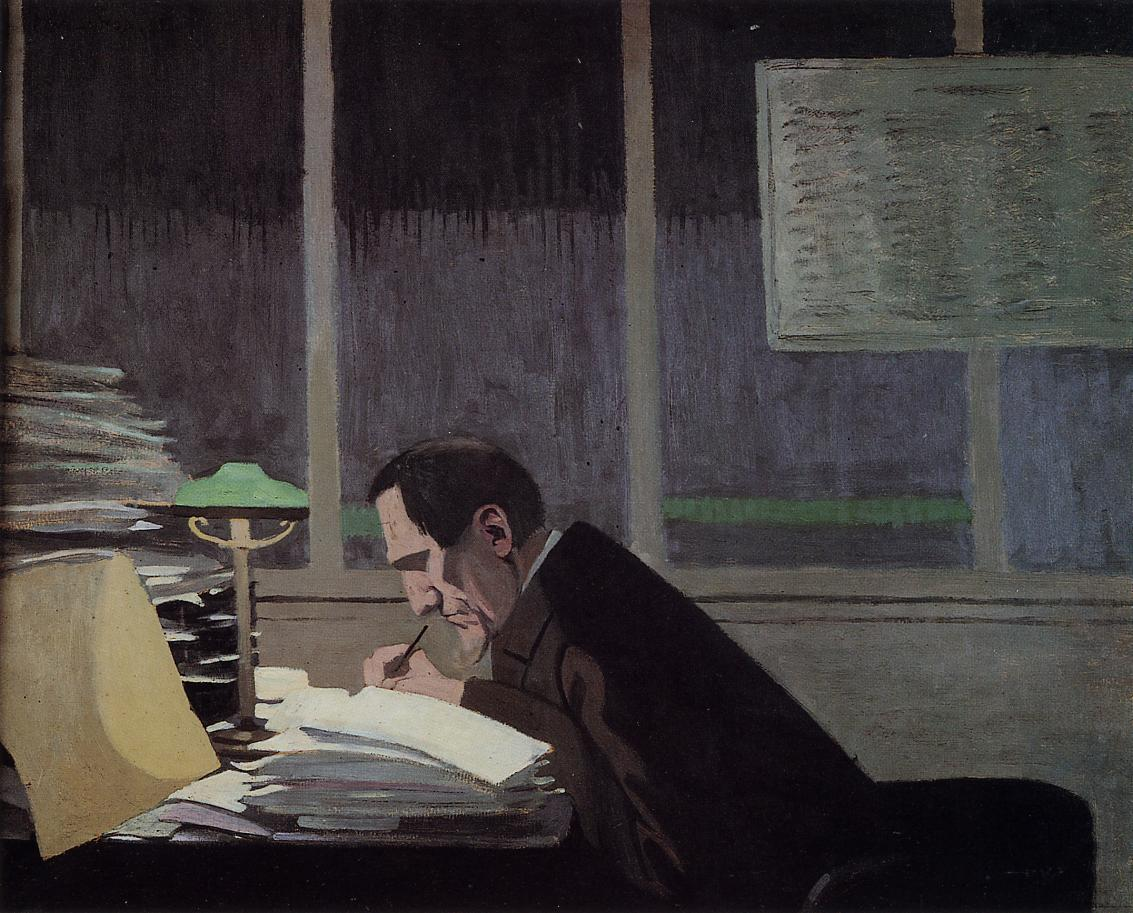
Félix Vallotton, Félix Fénéon redagujący La Revue Blanche, 1896, kolekcja prywatna

W latach 1895–1903 Fénéon był sekretarzem redakcji La Revue blanche, identyfikując się z poglądami politycznymi i artystycznymi jej założycieli, braci Natansonów. Przez 8 lat zajmował się kierowaniem redakcją, wprowadzaniem początkujących autorów, strukturą poszczególnych numerów wydawnictwa, negocjowaniem umów, przygotowaniem krótkich prezentacji i doborem ilustracji. Spopularyzował swych przyjaciół-anarchistów, takich jak: Zo d’Axa, Émile Pouget, Charles Malato, Séverine (właśc. Caroline Rémy de Guebhard), Paul Signac, Maximilien Luce, Théophile Alexandre Steinlen i Kees van Dongen. Pod koniec 1902 roku, na sześć miesięcy przed zakończeniem pracy w La Revue blanche, znalazł posadę administracyjną w Le Figaro.

### Praca w Le Matin i kierowanie galerią Bernheim-Jeune (1906–1925)
W maju 1906 roku Fénéon został redaktorem działu Nouvelles en trois lignes utworzonego przez Le Matin pod koniec poprzedniego roku. Praca na tym stanowisku dala mu możliwość wzniesienia się na szczyty wirtuozerii w kategorii reportażu. Również w 1906 roku został dyrektorem artystycznym działu sztuki nowoczesnej galerii Bernheim-Jeune pozostając na tym stanowisku aż do przejścia na emeryturę w 1925 roku. Podpisał w tym czasie umowy z takimi malarzami jak: Pierre Bonnard, Édouard Vuillard, Henri Edmond Cross, Paul Signac, Henri Matisse, Kees van Dongen gwarantując sobie ten sposób dochód, a artystom wolność twórczą. W 1912 roku zorganizował pierwszą w Paryżu wystawę malarzy futurystów oraz zgromadził niezwykłą kolekcję obrazów i rzeźb afrykańskich. W 1914 roku rozpoczął wydawanie biuletynu artystycznego finansowanego przez galerię Bernheim-Jeune, a po zakończeniu I wojny światowej został następcą Blaise'a Cendrarsa na stanowisku dyrektora technicznego wydawnictwa Éditions de La Sirène.